# 第62回天皇杯全日本サッカー選手権大会
第62回天皇杯全日本サッカー選手権大会（だい62かいてんのうはいぜんにほんサッカーせんしゅけんたいかい）は、1982年（昭和57年）12月18日から1983年（昭和58年）1月1日まで開かれた天皇杯全日本サッカー選手権大会である。

## 概要
- 本大会出場は28チーム。

## 出場チーム

### 日本サッカーリーグ1部
- マツダ（31回目）
- 古河電工（19回目）
- 日立製作所（18回目）
- 三菱重工（18回目）
- ヤンマー（15回目）
- 日本鋼管（11回目）
- フジタ工業（11回目）
- 本田技研（9回目）
- 読売クラブ（8回目）
- 日産自動車（5回目）

### 北海道
- 札幌大学（8回目）

### 東北
- 盛岡ゼブラ（初出場）

### 関東
- 富士通（5回目）
- 東京農業大学（3回目）
- 国士舘大学（2回目）
- 東芝（2回目）
- 日本体育大学（2回目）

### 北信越
- 日精樹脂工業（5回目）

### 東海
- ヤマハ発動機（6回目）
- 大協石油（初出場）

### 関西
- 大阪商業大学（9回目）
- 田辺製薬（9回目）
- 松下電器（2回目）
- 京都産業大学（初出場）

### 中国
- 山口教員団（2回目）

### 四国
- 帝人（13回目）

### 九州
- 新日本製鐵（26回目）
- 福岡大学（9回目）

## 試合

### 1回戦
- 日本体育大学 1(PK2-1)1 盛岡ゼブラ
- 日本鋼管 2-0 山口教員団
- 大阪商業大学 1（延長）2 マツダ
- 古河電工 3-1 福岡大学
- 京都産業大学 0-4 新日本製鐵
- 帝人 0（延長）2 松下電器
- 田辺製薬 2-1 大協石油
- 東芝 1-2 ヤマハ発動機
- 富士通 4-3 本田技研
- 日立製作所 3-1 国士舘大学
- 札幌大学 1-2 日産自動車
- 日精樹脂工業 1-2 東京農業大学

### 2回戦
- フジタ工業 6-2 日本体育大学
- 日本鋼管 1-2 マツダ
- 古河電工 3-0 新日本製鐵
- 松下電器 2-4 ヤンマー
- 三菱重工 2-0 田辺製薬
- ヤマハ発動機 1-0 富士通
- 日立製作所 3-1 日産自動車
- 東京農業大学 0-2 読売クラブ

### 準々決勝
- フジタ工業 3-0 マツダ
- 古河電工 0(PK2-3)0 ヤンマー
- 三菱重工 0-1 ヤマハ発動機
- 日立製作所 0（延長）1 読売クラブ

### 準決勝
- フジタ工業 1-0 ヤンマー
- ヤマハ発動機 2-0 読売クラブ

### 決勝
- フジタ工業 0（延長）1 ヤマハ発動機